# Winschoter peil
Het Winschoter peil (WP) is het reverentievlak dat met name in de provincie Groningen werd gebruikt voor de algemene invoering van het NAP.
- Winschoterpeil = +0,62 mNAP.

Veel Groninger waterschappen gebruikten een eigen peil, zoals Het Hunsingopeil, het Westerkwartierpeil, Het Fivelingopeil, het Oterdumpeil en het Duurswolder peil.
In de jaren 1855-1859 liet de provincie metingen uitvoeren om tot uniformering te komen. Men stelde het Winschoter peil in als nulpunt in de provincie Groningen, waaraan de referentiepeilen van de waterschappen waren gekoppeld.
- Het Hunsingopeil en het Westerkwartierpeil was 1,55 m beneden het WP (–1,55 WP = –0,93 mNAP).
- Het Fivelingopeil was 1,95 m beneden WP (–1,95 WP = –1,33 mNAP)
- Het peil van Oldambt was -1,93 m beneden WP (–1,93 WP = –1,31 mNAP)

In 1860 werd door de aanleg van het Noord-Willemskanaal het Groningse water verbonden met de Drentsche Hoofdvaart, zodat er ook fysiek een relatie bestond met het Amsterdamsch Peil.

## Huidige toestand
Noorderzijlvest en Hunze en Aa's, de twee huidige Groninger waterschappen, hanteren beide nog boezempeil die afgeleid zijn van het WP. Zo is het Electrastreefpeil: -0,93 mNAP.